# Anděla z Foligna
Anděla z Foligna (kolem ?1248, Foligno, Itálie – 4. ledna 1309, Foligno, Itálie) je svatou katolické církve. Byla známa jako mystička, řeholnice a patronka františkánských terciářů. Její svátek se slaví 4. ledna.

## Život
Až do svých 40 let vedla běžný rodinný život. Byla vdaná a měla několik dětí. Často se modlila k Františkovi z Assisi. Rozhodla se, že se vzdá svého způsobu života a zasvětí se Bohu. V létě 1291 se stala františkánskou terciářkou a ve Folignu založila společenství Třetího řádu. Se svými mystickými prožitky se svěřovala svému zpovědníkovi, františkánu Arnaldovi, který její slova zapisoval, a tak vzniklo dílo nazvané Liber (Kniha). Nejvýznamnější část knihy, Memoriale, popisuje kroky její konverze a duchovní cesty.
Byla blahořečena v roce 1693 papežem Inocencem XII. Papež František rozšířil její kult na celou církev dne 9. října 2013.
Anděla z Foligna se znázorňuje jako františkánská terciářka a na řetěze drží ďábla.